# Oh My, Those Boys!
Oh My, Those Boys! ist ein Musikalbum von Barre Phillips und Motoharu Yoshizawa. Die am 5. April 1994 im Café Amores, Hofu, Yamaguchi, Japan, entstandenen Aufnahmen erschienen am 1. März 2018 auf NoBusiness Records.

## Hintergrund
Der Bassist Barre Phillips unternahm eine Reihe improvisierter Begegnungen in Japan, von denen eine auf dem Label NoBusiness Records herausgegeben wurde, ein Auftritt mit dem Bassisten Motoharu Yoshizawa. Das Duo spielte an diesem Tag fast drei Stunden lang; das Konzert wurde mitgeschnitten. Ein Teil der Aufführung wurde zuvor auf dem Label Chap Chap des Produzenten Takeo Suetomi auf einem 1998 erschienenen Album veröffentlicht, das Yoshizawas Namen trug. Yoshizawa spielte im rechten Kanal einen selbstgebauten elektrischen Vertikalbass mit fünf Saiten, der es ihm ermöglichte, die physisch erzeugten Klänge mit elektronischen Effekten zu verstärken. 

## Titelliste
- Barre Phillips / Motoharu Yoshizawa: Oh My, Those Boys! (NoBusiness Records NBCD 103)[1]

1. Oh My!	54:59
2. Those Boys!	20:19

## Rezeption
Nach Ansicht von John Sharpe, der das Album in All About Jazz rezensierte, verläuft der Dialog der beiden Bassisten oft über Kontraste, aber nicht durch Routine. Beide Männer würden auch bei ihrer Erkundung erweiterte Techniken einsetzen, die auf dem Bass möglich sind, um nach Belieben zwischen Fingern und dem Bogen zu wechseln. Yoshizawas einfache elektronische Manipulationen kämen im 20-minütigen „Those Boys!“ immer häufiger vor. Phillips’ [Entfaltung der] Fantasie stehe im Mittelpunkt, während er pures Drama vor dem Hintergrund von Geräuschen, Grollen und Rasseln darbiete. Bassliebhaber dürften von diesem tiefen Eintauchen in die Klangwelt des Basses sicherlich begeistert sein.